# Justus Christian Thorschmidt
Justus Christian Thorschmidt (* 23. Februar 1688 in Somsdorf; † 10. Juli 1750 in Annaburg) war ein deutscher Lokalhistoriker, der als evangelischer Pfarrer tätig war.
In Zedlers Universallexikon wird Thorschmidt als der Welt-Weißheit Magister bezeichnet und sein Lebenslauf umfangreich dargestellt, doch bereits ein Jahrhundert war die Erinnerung an diesen Historiker des 18. Jahrhunderts verblasst. Seine zahlreichen Publikationen genügen kaum noch heutigen wissenschaftlichen Ansprüchen.

## Leben
Thorschmidt wurde als Sohn des Pfarrers Magister Christian Thorschmidt in Somsdorf geboren. Seine Mutter war die Schwester des Pfarrers der Thomaskirche Leipzig, eine geborene Sieber. Er nahm 1707 ein Theologiestudium an der Universität Wittenberg auf und bestand 1709 erfolgreich die Magisterprüfung. Von 1710 bis 1721 war er an der Wittenberger Universität als Adjunkt tätig, bevor er als Pfarrer nach Plötzky berufen wurde.
1725 ist Thorschmidt Pfarrer in der Stadt Annaburg geworden, wo er bis zu seinem Lebensende wirkte.

## Werke
In Zedler heißt es: Er hat sich durch verschiedene Schrifften und Dissertationen um die gelehrte Welt verdient gemacht. Danach folgt eine Auflistung von 20 Druck- und vier Handschriften Thorschmidts.
Als sein Hauptwerk gilt:
Antiquarius ecclesiasticus Saxonicus oder des Sächsischen Cur-Creyßes Kirchen-Alterthümer und Merckwürdigkeiten, in welchem von dem Alterthum jedes Orts, Stiftung und Dotirung derer Kirchen, […] ingleichen weltlichen Geschichten u. Zustand, Regenten … endlich auch Actis literariis […] nebst vielen Observationibus … in gewisser Ordnung gehandelt, auch ein guter Vorrath bißher ohned. u. rarer Diplomatum ecclesiasticorum … ans Licht gestellt wird, Leipzig 1732
Aus seiner Zeit als Pfarrer in Plötzky stammt seine Abhandlung über die Geschichte von Plötzky, Pretzien und Elbenau Antiquitates Plocenses et adiunctarum Prezzin et Elbenau. Leipzig, 1725 (in deutscher Übersetzung und mit Anmerkungen versehen: Martin Jordan: Altertümer von Plötzky, Prezzien und Elbenau. August Hopfer Verlag Burg, 1939).